# منگوپلا
منگوپلا (به انگلیسی: Mangoplah) یک شهرک در استرالیا است که در نیو ساوت ولز واقع شده‌است.